# Red Deer Cave-mensen
De Red Deer Cave-mensen zijn vroege moderne mensen, waarvan fossielen zijn opgegraven in het zuiden van China.
De fossielen zijn tussen de 11.500 en 14.500 jaar oud en werden gevonden in de Red Deer Cave, Mengzi, Autonome Hani en Yi Prefectuur Honghe in de provincie Yunnan en de Longlin Cave in Guangxi Zhuang. Ze laten een hoogst ongebruikelijke mix van archaïsche en moderne kenmerken zien. Ze stierven mogelijk uit zonder een bijdrage te hebben geleverd aan de evolutie van de huidige mens. Dit kan echter pas met zekerheid gezegd worden na onderzoek van het DNA, hetgeen nog niet gelukt is.

## Ontdekking
In 1979 werd een deel van een schedel per toeval door de geoloog Li Changqin ontdekt in de Longlin Cave in Guangxi Zhuang in China. Pas in 2009 werden deze fossiele resten door Ji Xueping herontdekt. Andere menselijke resten werden in 1989 en 2008 opgegraven in Maludong (Red Deer Cave) in Yunnan. Op grond van de in deze grot aangetroffen grote hoeveelheden fossiele resten van een uitgestorven edelhertsoort besloten de wetenschappers de grot "Red Deer Cave" te noemen en daaruit ontstond de naam van de 'nieuwe' mensensoort: Red Deer Cave-mensen.
Op grond van in de Longlin-grot aangetroffen houtskoolresten werden de fossielen via koolstofdatering gedateerd op een ouderdom tussen de 11.500 en 14.500 jaar. Bevestigd werd deze datering door het speleothem met behulp van de Uranium-thoriumdatering te analyseren. Tijdens de periode dat de Red Deer Cave-mensen leefden waren alle andere prehistorische mensachtigen, zoals de neanderthalers en denisovamens, al uitgestorven. Zodoende zijn de Red Deer Cave-mensen recenter dan de Floresmens, die rond 13.000 B.P. uitstierf.

## Leefwijze
Op grond van vondsten in de Maludonggrot leiden de wetenschappers af dat de Red Deer Cave-mensen op uitgestorven reuzenherten jaagden en het vlees in de grot bereidden. Daarbij maakten zij gebruik van vuur.
Eenvoudige stenen werktuigen zijn aangetroffen, maar het is onduidelijk of deze door de Red Deer Cave-mensen zijn gemaakt.

## Anatomie

Kaakfragmenten uit de Maludong grot

De schedelfragmenten en tanden van de twee locaties zijn vergelijkbaar met elkaar en suggereren dat ze afkomstig zijn van dezelfde populatie mensachtigen. De Red Deer Cave-mensen laten een mix van archaïsche en moderne kenmerken zien.
Over het algemeen waren hun gezichten vrij kort en vlak met afgeronde schedels. Hun voorhoofd was sterk gebogen met prominente wenkbrauwen. Hun jukbeenderen waren zeer vlak, wat wijst op sterke kauwspieren. Ze hadden een brede neus. De schedelbeenderen waren heel dik. Hun kaken staken naar voren uit, maar ze misten een moderne-mens-achtige kin. Ze hadden ook grote molaire tanden.
Computertomografie-scans van hun hersenholtes laten dezelfde mix van modern en primitief zien: hun voorhoofdskwabben doen modern aan, maar hun pariëtale hersenkwabben ogen nogal archaïsch. Hun hersenen waren van gemiddelde grootte. De schedelvolume is voor het Maludong 1704 fossiel geschat op 1327 cm³. Het volume van de schedel van de moderne mens is niet veel groter

## Archaeogenetica
Er werd aanvankelijk veel gespeculeerd dat de Red Deer Cave-mensen een archaïsche menselijke afstammingslijn vertegenwoordigden, hoewel onderzoekers terughoudend bleven om ze te classificeren als een anderszins onbekende, of weinig bekende, soort. De overblijfselen uit Red Deer Cave vertonen morfologische overeenkomsten met archaïsche hominide afstammingslijnen zoals Homo erectus en Homo habilis. In het bijzonder werd het RDC-exemplaar gezien als in de meeste anatomische kenmerken het meest gelijkend op een individu bekend als KNM-ER 1481, een lid van H. erectus, die 1,89 miljoen jaar geleden in Afrika leefde. De resten werden beschreven als enige gelijkenissen vertonend met Australopithecus (d.w.z. meer dan het geslacht Homo). Er werd ook geopperd dat ze het resultaat zouden kunnen zijn van een kruising tussen Denisovamensen en vroege moderne mensen, of dat ze een moderne populatie waren met een ongewone fysiologie. 
Eén theorie suggereerde dat de Red Deer Cave-mensen vroege moderne mensen waren die zich meer dan 100.000 jaar geleden in de regio vestigden en geïsoleerd raakten. De hoge bergen en diepe valleien zijn ideaal voor het geografisch isoleren van soorten, dus het was mogelijk om naar het gebied te migreren en in de loop van de tijd genetisch geïsoleerd te raken. De omgeving en het klimaat van Zuidwest-China zijn ook uniek vanwege de tektonische opheffing van het Tibetaans Hoogland.
De succesvolle sequentie van oud genomisch DNA uit de schedel van het Red Deer Cave-exemplaar Mengzi Ren (MZR), gerapporteerd in juli 2022, toonde aan dat de schedel toebehoorde aan een anatomisch moderne menselijke populatie die genetisch verwant was aan oude zuidelijke Oost-Aziaten. Het MZR-exemplaar vertoonde ook hoge affiniteiten met moderne Oost-Aziaten. Bovendien behoorde deze vrouw tot moederlijke haplogroep M9, een genetische lijn die ongeveer 47.000-50.000 BP ontstond, waarschijnlijk in Zuid-Azië.
De overblijfselen uit de Longlingrot in Guangxi bleken te behoren tot een andere afstammingslijn, die de Longlin-afstammingslijn of Guangxi-afstammingslijn werd genoemd, en bleken te verschillen van het MZR-exemplaar. Het Longlin-exemplaar bleek basaal te zijn voor zowel de oude Noordelijke Oost-Aziatische als de oude Zuidelijke Oost-Aziatische afstammingslijnen, maar fylogenetisch nauwer verwant aan hen dan de dieper vertakkende Oost-Aziatische afstammingslijnen zoals de Tianyuanmens, de Hoabinhian-mensen en Andamanezen, evenals de Papoea's. Bovendien deelt de Longlin-afstammingslijn een nauwere genetische relatie met de Jōmon, aangezien beide op vergelijkbare wijze verwant waren aan de noordelijke en zuidelijke Oost-Aziatische afstammingslijnen, wat duidt op een vergelijkbare scheidingstijd van de voorouderlijke Oost-Aziatische clade voorafgaand aan de diversificatie van de wijdverbreide noordelijke en zuidelijke Oost-Aziatische afstammingslijnen. De Longlin- en Jōmon-afstammingslijnen delen echter verschillende specifieke relaties met leden van deze groepen. Wang et al. stelden in 2025 dat de Longlin-lijn gemodelleerd kon worden als een vermenging tussen een basale Aziatische (Xingyi_EN) lijn en een Zuid-Oost-Aziatische (Qihe3-achtige) lijn. 
Hoewel wordt aangenomen dat de Longlin-lijn geen voorouders heeft bijgedragen aan moderne populaties, zou een 9.000 jaar oud exemplaar uit de Dushangrot gemodelleerd kunnen worden als ongeveer 17% Longlin-afkomst, waarbij de rest afkomstig was van een Fujian-neolithische bron. Dit type Dushan-afkomst werd ook waargenomen bij 8.300 tot 6.400 jaar oude individuen van het vasteland van Zuidoost-Azië (ca. 72%) met daarbij ongeveer 28% diep vertakkende Oost-Aziatische bijmenging geassocieerd met de Hoabinhian-cultuur. Deze voorouders kunnen verband houden met vroege Austroaziatische sprekers, hoewel Austroaziatische sprekers recentelijk in verband werden gebracht met een nieuw gesequencete lijn (ca. 7-5kya) uit Centraal Yunnan (Xingyi_LN), die nauw verwant was aan zowel oude noordelijke als zuidelijke Oost-Aziaten, maar daarvan verschilde.